# Il Sodoma
Il Sodoma (nascido como Giovanni Antonio Bazzi, 1477 - 1549) foi um pintor maneirista italiano. Il Sodoma misturou a grandeza da Alta Renascença com as tradições da escola sienesa. Ele passou a maior parte de sua vida em Siena.
Giovanni Bazzi nasceu em Vercelli, no Piemonte, em 1477. Seu primeiro mestre foi Martino Spanzotti. Também estudou com Giovenone. Sodoma absorveu o maneirismo de Leonardo com o estilo da escola sienesa. Junto com Pinturicchio, Sodoma foi um dos primeiros a praticar em Siena o que se chamou de estilo da Alta Renascença. Foi empregado pelo papa Júlio III para decorar o Palácio Apostólico com Rafael. É possível que Rafael tenha pintado o retrato de Sodoma em seu quadro A Escola de Atenas.

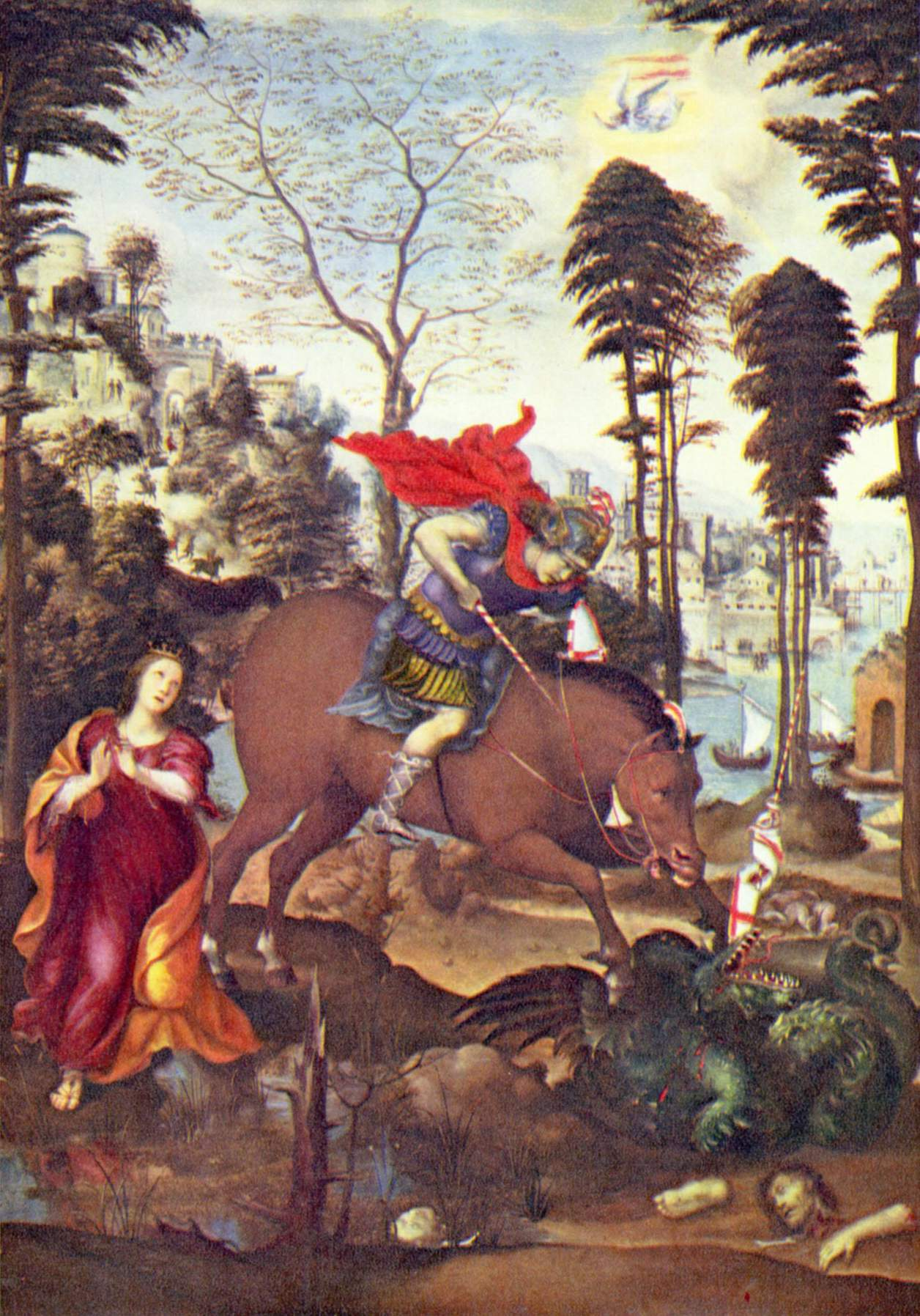
São Jorge, 1518. National Gallery of Art, Washington

Antes de 1510, ele estava em Siena, onde pintou o exterior do Palazzo Chigi em chiaroscuro monocromático, o primeiro trabalho desse tipo na cidade. Sua obra, nessa época, começou a mostrar distintas influências Florentinas, especialmente de Fra Bartolommeo.
Na Villa Chigi, em Roma, junto com Baldassare Peruzzi, pintou a vida de Alexandre Magno, cuja realização é hoje considerada sua obra-prima. Quando o papa Leão X chegou a Roma, em 1513, Sodoma o presenteou com o quadro A Morte de Lucrécia. O papa deu a ele uma grande soma em dinheiro e o título de cavaliere.
Sodoma voltou a Siena e trabalhou depois em Pisa, Volterra e Lucca. Segundo narrativas, morreu na penúria, em um hospital de Siena.  Na juventude, Sodoma casou-se e sua filha casou por sua vez com um de seus alunos, Bartolomeo Neroni, também chamado Riccio Sanese ou Maestro Riccio.
Diz-se que Sodoma zombou da obra de Giorgio Vasari, Vidas, e recebeu uma descrição negativa de Vasari na obra, com relato não muito positivo da moral do pintor e de sua conduta, sem apresentar elogios a seu trabalho. De acordo com Varasi, o apelido de Bazzi era Il Mattaccio ("O Louco"). Vasari diz que Sodoma era um artista negligente, que era famoso porque não havia concorrentes em Siena. Contudo, afirma que Sodoma produziu obras de grande qualidade e de que sua reputação em vida era grande.